# پاردییا
پاردییا (به اسپانیایی: Pardilla) یک شهرستان در اسپانیا است.